# Lasse Virén
Lasse Virén (né le 22 juillet 1949 à Myrskylä) est un coureur de fond finlandais. Quatre fois médaillé d'or aux Jeux olympiques, auteur d'un « double doublé » inédit sur 5 000 m et 10 000 m à Munich 1972 et un autre à Montréal 1976,  il n'a néanmoins obtenu qu'une médaille de bronze lors des championnats d'Europe. Lasse Virén est député de 1999-2007 et 2010-2011 en tant que membre du groupe parlementaire de la Coalition nationale. Il a été président du conseil municipal de Myrskylä, sa ville natale, de 1993 à 2012 et se reconvertit en tant qu'entrepreneur de la compagnie de transport de sa famille à Myrskylä.

## Carrière
Lasse Virén signe sa première performance sur 5 000 m en 1968 (un modeste 14 min 59 s 4) et déclare à l'issue de cette course qu'il a pour ambition de succéder à Paavo Nurmi, suscitant des réactions amusées des observateurs. Virén retient la leçon et se mure alors dans un silence total jusqu'à la fin de sa carrière.
Il suit un entraînement typique des fondeurs finlandais et décroche une qualification pour les Championnats d'Europe 1971 en signant le record de Finlande sur 5 000 m (13 min 35 s 2). Il termine septième de la finale européenne remportée par son compatriote Vaatinen, qui le dépossède de son record de Finlande (13 min 32 s 6). Dix jours plus tard, Virén bat à nouveau le record (13 min 29 s 8).

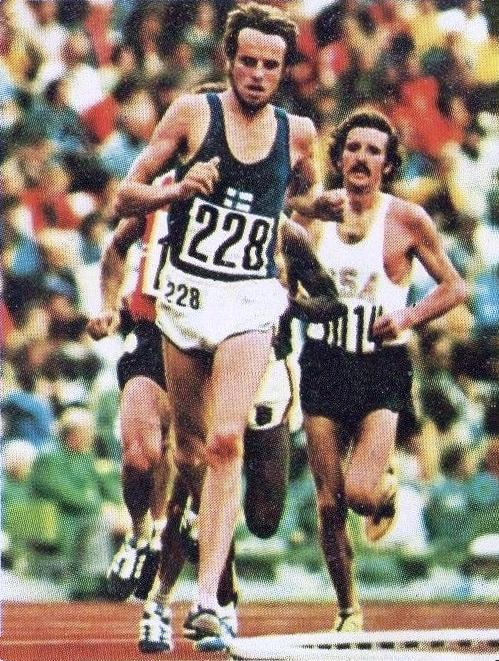
Virén sur 10 kilomètres, aux Jeux olympiques d'été de 1972.

En 1972, lors des Jeux olympiques de Munich, il se présente comme un outsider mais enlève deux médailles d'or sur 5 000 et 10 000 m. En remportant ces deux distances la même année, il rejoint ainsi Hannes Kolehmainen (1912), Emil Zátopek (1952) et Volodymyr Kuts (1956). Miruts Yifter (1980) et Kenenisa Bekele (2008) sont les seuls après lui à réussir le même exploit. Virén bat à cette occasion le record du monde sur 10 000 m qui tenait depuis 1965 (27 min 38 s 34). Il conserve ce record du monde sur 10 000 m du 3 septembre 1972 au 13 juillet 1973 et est élu athlète de l'année en 1972 et sportif finlandais de l'année en 1972.
Entre les JO de 1972 et 1976, Virén se consacre exclusivement à l'entraînement mais en profite également pour écrire un livre, Les secondes dorées, où il lève le voile sur ses méthodes d'entraînement. Il fait de furtives apparitions en compétition, notamment à l'occasion des Championnats d'Europe 1974 où il décroche une décevante médaille de bronze sur 5 000 m.
Outsider en 1972, Virén n'est pas favori aux Jeux olympiques d'été de 1976 de Montréal. Le Portugais Carlos Lopes tient ce rôle sur 10 000 m. Ce dernier fait exploser le peloton, mais Virén ne cède pas. À la cloche, Virén produit son effort, laissant Lopes sur place. Il remporte son troisième titre olympique en 27 min 40 s 4 avec quatre secondes d'avance sur son dauphin. Cette performance surprend les observateurs, qui l'attendent maintenant sur 5 000 m, où la concurrence est très relevée. Appliquant sa tactique habituelle, Virén se contente de suivre le rythme des meilleurs. Conscients du danger, les autres concurrents se refusent à donner un rythme soutenu à la course, contraignant Virén à prendre le contrôle de la course à deux km de l'arrivée. Lui qui avait remporté ses trois premiers titres au finish, allait alors démontrer toute sa puissance. Il se lance alors dans une véritable démonstration, conservant l'allure d'un 1 500 m jusqu'au bout. Les quatre favoris terminent à plusieurs mètres derrière Virén. Le public est stupéfait d'une telle performance et salue longuement l'auteur d'une performance inédite : doublé 5 000 - 10 000 m sur deux olympiades. Même Zatopek n'avait pas réussi cet exploit, qui sera finalement égalé par le britannique Mo Farah en 2012 et  2016.  

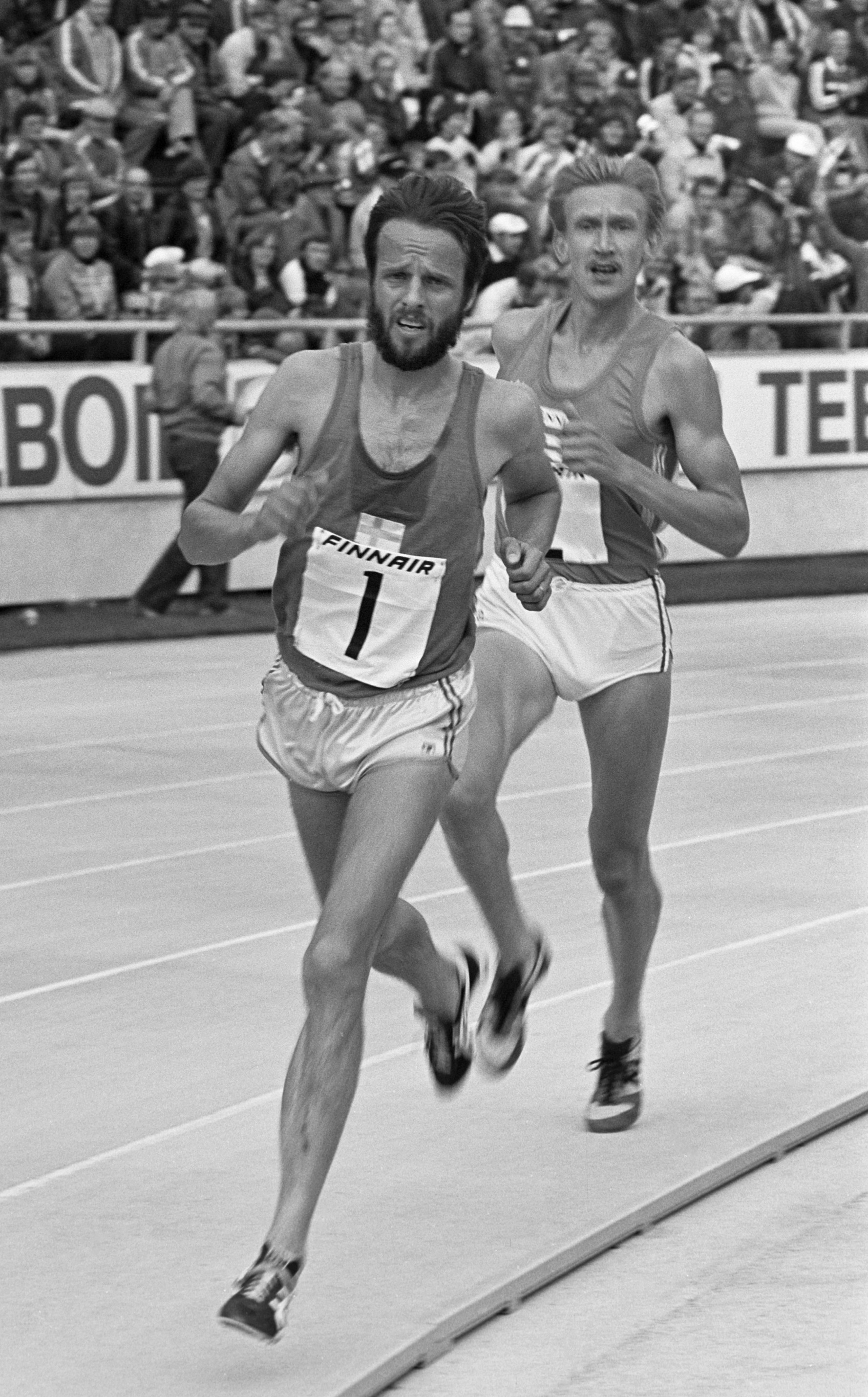
Lasse Virén aux qualifications Finlande-Suède, en 1980.

Il effectue un tour d'honneur pieds nus en brandissant ses chaussures après la finale olympique du 10 000 m. Cette image est emblématique de sa carrière, mais certains lui reprochent d'avoir voulu faire de la publicité à son équipementier. Virén se défend de cette accusation en précisant : « Après le 10 000 m, j'avais mal au pied. Je n'ai pas voulu faire de pub ! »
On l'accuse alors de se doper et de pratiquer l'auto-transfusion sanguine, non interdite à l'époque. Virén répond simplement lors de la conférence de presse se tenant après son quatrième titre olympique que son seul dopant est du lait de renne qu'il consomme à chaque petit-déjeuner.
Le 31 juillet, il est au départ du marathon olympique de Montréal où il termine cinquième en 2 h 13 min 10 s 8.
Il revient en compétition en 1979 et prend part à un marathon avec pour objectif de remporter celui des Jeux olympiques d'été de 1980 à Moscou. Il s'aligne effectivement sur le 10 000 m et le marathon à Moscou, mais les résultats sont décevants : abandon au 27e km du marathon et cinquième place lors de la finale du 10 000 m derrière les nouveaux rois du fond : les Africains.
Il participe au marathon des Jeux olympiques d'été de 1984 à Los Angeles où il termine très péniblement en 2 h 27 min 31 s. En 1988, on le retrouve au marathon de Paris qu'il termine avec un chrono de jogger : 3 h 39 min 30 s.
Il entre ensuite en politique et devient député pour le compte du Parti de la Coalition nationale en 1999. Réélu en 2003, il échoue de justesse en 2007 et n'est que premier suppléant dans la circonscription d'Uusimaa.
En 2014, il est intronisé au temple de la renommée de l'IAAF.

## Palmarès

### Jeux olympiques d'été

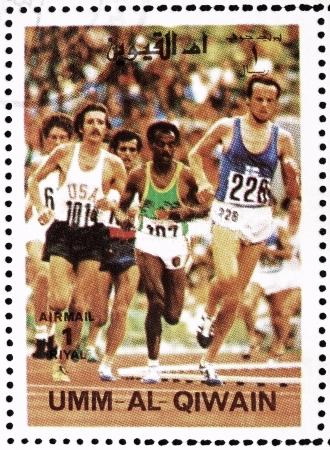
Lasse Virén aux JO de 1972 (timbre d'Oumm al Qaïwaïn).

- Jeux olympiques d'été de 1972 à Munich ( Allemagne de l'Ouest)
  -  Médaille d'or sur 5 000 m
  -  Médaille d'or sur 10 000 m
- Jeux olympiques d'été de 1976 à Montréal ( Canada)
  -  Médaille d'or sur 5 000 m
  -  Médaille d'or sur 10 000 m
  - 5e du marathon
- Jeux olympiques d'été de 1980 à Moscou ( Union soviétique)
  - 5e du 10 000 m

### Championnats d'Europe
- Championnats d'Europe d'athlétisme 1971 à Helsinki ( Finlande)
  - 7e sur 5 000 m
- Championnats d'Europe d'athlétisme 1974 à Rome ( Italie)
  -  Médaille de bronze sur 5 000 m
  - 7e sur 10 000 m

### National
- 2 titres au 1 500 m (1972, 1974)
- 2 titres au 5 000 m (1969, 1976)[8]

## Records
| Épreuve  | Performance        | Lieu         | Date              |
| -------- | ------------------ | ------------ | ----------------- |
| 1 500 m  | 3 min 41 s 8       | Lappeenranta | 29 juin 1976      |
| 3 000 m  | 7 min 43 s 2 (RN)  | Oulu         | 27 juillet 1972   |
| 2 miles  | 8 min 14 s 0 (RN)  | Stockholm    | 14 août 1972      |
| 5 000 m  | 13 min 16 s 3 (RN) | Helsinki     | 14 septembre 1972 |
| 10 000 m | 27 min 38 s 35     | Munich       | 3 septembre 1972  |
| Marathon | 2 h 13 min 11 s    | Montréal     | 31 juillet 1976   |

## Reconversion
Lasse Virén s'est retiré de la compétition active après les Jeux olympiques de Moscou. Après avoir travaillé comme policier, de 1970 à 1979, et comme chef de projet au département marketing pour la banque d'affaires Suomen Yhdyspankki de 1979 à 1992. Il se présente comme candidat du Parti populaire suédois de Finlande au collège électoral pour l'élection présidentielle de 1978 (en). Il n'a pas assez de voix pour être sélectionné à ce moment-là. Peu de temps après, il rejoint le Parti de la Coalition nationale et est élu au conseil municipal de Myrskylä,  à l'automne 1980. Il est membre du collège électoral présidentiel, à deux reprises, et, en 1999, est élu au parlement finlandais. Lasse Virén a conservé son siège, pour le district d'Uusimaa, lors des élections législatives de 2003 mais il le perd quatre ans plus tard. Lasse Virén quitte sa position à la banque, en 1992, quand il devient entrepreneur de la compagnie de transport de sa famille. À la fin de 2010, il retourne au Parlement, en tant que remplaçant à mi-mandat, mais il choisit de ne pas se présenter aux élections législatives de 2011.

## Vie privée
Lasse Virén est le fils d'Ilmari Virén, un chauffeur et d'Elvi Järvelä. Il est marié à Päivi Virén (Os Kajander), qui est enseignante spécialisée, depuis 1976. Ils ont trois enfants : Tuomas né en 1977, Juho né en 1981 et Matti né en 1987.

## Honneurs
- Deux statues de Lasse Virén ont été créées : la première a été inaugurée, en 1994, à proximitié du stade olympique d'Helsinki et la seconde dans le village de Myrskylä. Ces statues (fi) sont sculptées par Terho Sakki (fi)[10].
- Pour les championnats du monde d'athlétisme mondiaux à Helsinki, en 1983, la mascotte des championnats était Lasse junis (en français : Le lièvre Lasse[11]).
- Dans le village de Lasse Virén, à Myrskylä, une fondation en son nom a été créée par le club sportif local. Elle décerne des bourses pour encourager le sport et l'activité. De plus, le club organise annuellement, une course sportive appelée La course de Lasse[12].